# Вольфганг Штарк
Во́льфганг Штарк (нім. Wolfgang Stark; нар. 20 листопада 1969, Ландсхут) — німецький футбольний арбітр. У вільний від суддівства час працює банківським службовцем.

## Життєпис
Володіє німецькою та англійською мовами. Арбітр ФІФА, судить міжнародні матчі з 1999 року. Один з арбітрів розіграшу фінальної стадії Чемпіонату світу 2010 у ПАР. За гру показує в середньому 3,81 жовтої і 0,21 червоної карток (дані на липень 2010 року). Найбільш скандальним матчем в кар'єрі Штарка був півфінальний поєдинок чемпіонату світу серед молодіжних команд 2007 року між збірними Чилі та Аргентини, що завершився з рахунком 0:3. Арбітр зафіксував 53 фоли, показав дев'ять жовтих карток і видалив двох чилійців. Після гри футболісти Чилі влаштували масову бійку з поліцією, а самому Штарку довелося рятуватися втечею зі стадіону .
Судив матчі чемпіонату Європи 2012 року .